# ウラッサイ
ウラッサイ（イタリア語: Ulassai）は、イタリア共和国サルデーニャ自治州ヌーオロ県にある、人口約1,400人の基礎自治体（コムーネ）。

## 地理

### 位置・広がり

#### 隣接コムーネ
隣接するコムーネは以下の通り。括弧内のSUは南サルデーニャ県所属を示す。
- エステルツィーリ (SU)
- ガーイロ
- イェルツ
- オシーニ
- ペルダズデフォーグ
- セウーイ (SU)
- テルテニーア
- ウッサッサイ
- ヴィッラプッツ (SU)